# 滋賀県道533号白谷野口線
滋賀県道533号白谷野口線（しがけんどう533ごう しらたにのぐちせん）は、滋賀県高島市を通る一般県道である。

## 概要
高島市マキノ町白谷から高島市マキノ町野口に至る。
高島市内で最北の県道であり、福井県との県境にあるOhana Resort（オハナリゾート、旧名の国境スキー場、国境高原スノーパークから2024年に変更）も近い。

### 路線データ
- 起点：高島市マキノ町白谷（滋賀県道287号小荒路牧野沢線交点）
- 終点：高島市マキノ町野口（国道161号交点）
- 総延長：8.2 km

## 地理

### 通過する自治体
- 高島市

### 交差する道路
| 交差する道路                | 交差する場所 | 交差する場所 |
| --------------------------- | ------------ | ------------ |
| 滋賀県道287号小荒路牧野沢線 | マキノ町白谷 | 起点         |
| 国道161号                   | マキノ町野口 | 終点         |

### 沿線
- 正通寺
- マキノ白谷温泉
- マキノ林道